# Xã Rushford, Quận Walsh, Bắc Dakota
Xã Rushford (tiếng Anh: Rushford Township) là một xã thuộc quận Walsh, tiểu bang Bắc Dakota, Hoa Kỳ. Năm 2010, dân số của xã này là 85 người.